# Schweizer Lexikon
Das Schweizer Lexikon ist ein Nachschlagewerk, das unter der Redaktion von Wilhelm Ziehr im Hinblick auf die 700-Jahr-Feier der Eidgenossenschaft  ab 1991 herausgegeben wurde.

## Geschichte
Das Schweizer Lexikon erschien im „Verlag Schweizer Lexikon Mengis + Ziehr“ in Luzern. Von 1991 bis 1993 erschien es in sechs Bänden als „Schweizer Lexikon 91“. 1998 und 1999 wurde es „in einer zwölfbändigen Volksausgabe noch einmal aufgelegt“.
Gemäss Eigendeklaration enthielt das Schweizer Lexikon „ein Porträt in 85 000 Stichwörtern: die Schweiz aus Schweizer Sicht.“ Drei Viertel des Inhalts betreffen die Schweiz, ein Viertel die übrige Welt.
Ein Lexikon gleichen Titels war von 1945 bis 1948 erschienen.

## Gliederung
Ausgabe in 6 Bänden:
- Bd. 1: A – Cha. – 1991. – 847 S.
- Bd. 2: Chap – Gem. – Cop. 1992. – 858 S.
- Bd. 3: Gen – Kla. – Cop. 1992. – 850 S.
- Bd. 4: Kle – Obr. – Cop. 1992. – 858 S.
- Bd. 5: Obs – Soy. – Cop. 1993. – 862 S.
- Bd. 6: Soz – Z. – Cop. 1993. – 808 S.

Ausgabe in 12 Bänden:
- Bd. 1: A – Bau. – Cop. 1998. – 432 S.
- Bd. 10: Sac – Spa. – Cop. 1999. – 416 S.
- Bd. 11: Spa – Vei. – Cop. 1999. – 416 S.
- Bd. 12: Vei – Zyt. – Cop. 1999. – 385, [41] S.
- Bd. 2: Bau – Che. – Cop. 1998. – 432 S.
- Bd. 3: Che – Ere. – Cop. 1998. – 432 S.
- Bd. 4: Ere – Gen. – Cop. 1999. – 432 S.
- Bd. 5: Gen – Hof. – Cop. 1999. – 432 S.
- Bd. 6: Hof – Koe. – Cop. 1999. – 432 S.
- Bd. 7: Koe – Mar. – Cop. 1999. – 432 S.
- Bd. 8: Mar – Onl. – Cop. 1999. – 432 S.
- Bd. 9: Onn – Sac. – Cop. 1999. – 432 S.